# Liste der Naturdenkmale in Sohland an der Spree

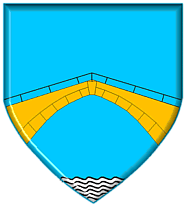
Wappen von Sohland an der Spree

Lage von Sohland an der Spree

In der Liste der Naturdenkmale in Sohland an der Spree werden die Naturdenkmale und Flächennaturdenkmale in sächsischen Gemeinde Sohland an der Spree und ihren Ortsteilen Wehrsdorf und Taubenheim im Landkreis Bautzen.
Bisher sind lt. Quellen x Einzel-Naturdenkmale und x Flächennaturdenkmale bekannt und hier aufgelistet.
Die Angaben der Liste basieren auf Daten des Staatsbetriebs Geobasisinformation und Vermessung Sachsen. und den Daten auf dem Geoportal des Landkreises Bautzen.

## Definition
„Naturdenkmäler sind rechtsverbindlich festgesetzte Einzelschöpfungen der Natur oder entsprechende Flächen bis zu fünf Hektar, deren besonderer Schutz erforderlich ist
1. aus wissenschaftlichen, naturgeschichtlichen oder landeskundlichen Gründen oder
2. wegen ihrer Seltenheit, Eigenart oder Schönheit.“

## Liste
Link zu einem Kartenansichtstool, um Koordinaten zu setzen.
| Bild                          | Bezeichnung                                         | Lage                                                     | Beschreibung                          | Datum | Nummer     |
| ----------------------------- | --------------------------------------------------- | -------------------------------------------------------- | ------------------------------------- | ----- | ---------- |
| mehr Fotos \| Fotos hochladen | Kälbersteine                                        | Sohland, Schirgiswalde (51° 4′ 20,6″ N, 14° 27′ 11,3″ O) |                                       |       | FND: BZ015 |
| BW                            | Drei Teiche Ellersdorf                              | Sohland (51° 3′ 30,4″ N, 14° 26′ 40,3″ O)                |                                       |       | FND: BZ055 |
| BW                            | Drei Teiche Ellersdorf                              | Sohland (51° 3′ 30,1″ N, 14° 26′ 43,5″ O)                |                                       |       | FND: BZ055 |
| BW                            | Drei Teiche Ellersdorf                              | Sohland (51° 3′ 30,3″ N, 14° 26′ 44,6″ O)                |                                       |       | FND: BZ055 |
| BW                            | Katzenhübel Sohland-Neusorge                        | Sohland (51° 2′ 54,2″ N, 14° 26′ 26,9″ O)                |                                       |       | FND: BZ056 |
| BW                            | Wolfssteine Sohland-Neusorge                        | Sohland (51° 2′ 57,3″ N, 14° 27′ 21,3″ O)                |                                       |       | FND: BZ057 |
| BW                            | Halde am Hauptmannsschacht westlich des Hornsberges | Sohland (51° 2′ 7,4″ N, 14° 27′ 5,1″ O)                  |                                       |       | FND: BZ058 |
| mehr Fotos \| Fotos hochladen | Wachtbergkuppe                                      | Sohland (51° 3′ 1,2″ N, 14° 28′ 5″ O)                    | siehe Wachtberg - Höhe: 363,5 (368) m |       | FND: BZ061 |
| BW                            | Hochmoor und Quellgebiet des Weißbaches             | Taubenheim (51° 1′ 24,7″ N, 14° 29′ 31″ O)               |                                       |       | FND: BZ062 |
| BW                            | Galgenberg Taubenheim                               | Taubenheim (51° 2′ 9,7″ N, 14° 29′ 8,8″ O)               |                                       |       | FND: BZ095 |
| BW                            | Amseltal Schirgiswalde                              | Sohland und Schirgiswalde (51° 4′ 5,4″ N, 14° 25′ 58″ O) |                                       |       | FND: BZ221 |
| BW                            | Eiche                                               | Sohland (51° 6′ 2,4″ N, 14° 31′ 5,2″ O)                  |                                       |       | ND: 269    |